# Лупан, Андрей Павлович
Андре́й Па́влович Лупа́н (рум. Andrei Lupan; 15 февраля 1912, село Мигулены, Оргеевский уезд, Бессарабская губерния, Российская империя — 24 августа 1992, Кишинёв, Молдавия) — молдавский советский писатель и поэт, общественный деятель. Народный писатель Молдавской ССР (1982). Герой Социалистического Труда (1982). Член КПСС с 1956 года.

## Биография
Родился  в крестьянской семье.
В 1930-е годы включился в массовое движение за присоединение Бессарабии к СССР, вступил в ряды подпольной Румынской коммунистической партии (1933) и Союзa коммунистической молодёжи, участвовал в революционном движении. Был избран секретарём Бессарабского областного комитета Блока защиты демократических свобод.
Женой будущего писателя тоже стала участница коммунистического подполья из Хотина Рахиль (Рая) Гершевна Криворук.
В 1941 году, после образования Молдавской ССР, окончил агрономический факультет Кишинёвского сельскохозяйственного института.
Во время Великой Отечественной войны А. Лупан выступал как публицист, общественный деятель, поддерживая борьбу против фашизма.
В 1946-1962 годах — председатель правления Союза писателей Молдавской ССР, в 1959—1971 годах — секретарь Союза писателей СССР.
В 1963—1967 гг. — председатель Верховного Совета Молдавской ССР.
Печататься начал в 1932 году под псевдонимами Л. Андриу и А. Кудрик. Дебютировал со стихотворением «Биография» на страницах газеты «Бухарест». Участие в революционном движении нашло отражение в творчестве Лупана.
Первый сборник «Стихи» опубликован в 1947; автор пишет о жизни молдавского села, о событиях военных лет. Затем вышли сборники: «Вступление в балладу» (1954), «Мастер-созидатель» (1958), «Брат земли» (1959), «Закон гостеприимства» (1966) и другие. Пьеса «Свет» (1948) посвящена событиям в период коллективизации молдавского села. Выступил автором очерков и литературно-критических статей.
Многие стихотворения поэта переведены на различные языки мира, в их числе: «Умное сердце твое», «Mea culpa», «Крик против рутины», «О бомбе», «Право на имя» и многие
Перевёл на молдавский язык произведения А. С. Пушкина, Лермонтова, Н. А. Некрасова, В. В. Маяковского, А. Т. Твардовского, Т. Г. Шевченко, Янку Купалу и других.
По его инициативе был создан театр «Лучафэрул». Он один из основателей знаменитой Аллеи классиков в столичном парке имени А.С. Пушкина.
Академик АН МССР (1961).
Депутат Верховного Совета СССР 4—5-го созывов, депутат Верховного Совета Молдавской ССР 2, 3, 6 и 7-го созывов.
В конце 1980-х — начале 1990-х годов подвергался нападкам со стороны радикалов-унионистов.

## Награды и премии
- народный писатель Молдавской ССР (1982)
- Герой Социалистического Труда (15.02.1982)
- 2 ордена Ленина (08.06.1960; 15.02.1982)
- 3 ордена Трудового Красного Знамени (11.10.1949; 28.10.1967; 02.02.1972)
- медали
- Государственная премия СССР (1975) — за цикл «Магистрали» из книги стихов «Ноша своя»
- Государственная премия Молдавской ССР (1967) — за сборник стихов «Закон гостеприимства» (1966)

## Сочинения
- Лицом к лицу. — Кишинёв, 1957.
- Ноша своя. — Кишинёв, 1970.
- Гингурел умнеет: Рассказы. Для мл. школ. возраста. — Киев: Веселка, 1978. — 127 с.
- Добро носящий: Стихи. — М.: Дет. лит., 1980. — 128 с.
- Еще о любви: Рассказы разных лет. — Кишинёв: Лит. артистикэ, 1981. — 352 с.
- Добрый знак: Стихи. — Киев: Рад. пысьмэннык, 1987. — 108 с.
- Стихи. — М.: Худож. лит., 1987. — 334 с.
- Прятки: Стихи. — Кишинёв: Лит. артистикэ, 1989. — 40 с.

- Хаз ши неказ. — Кишинэу, 1957.
- Версурь. — Кишинэу, 1969.
- Кэрциле ши рэботул анилор. — Кишинэу, 1969.